# Bruce Thornton
Bruce Stacy Thornton (* 2. August 1953 im Fresno County, Kalifornien) ist ein amerikanischer Literaturwissenschaftler und Publizist.
Nach seiner Schulausbildung studierte Thornton an der University of California in Los Angeles (UCLA). Er erreichte 1975 einen Bachelor in Latein und 1983 seinen Ph.D. in Vergleichender Literaturwissenschaft, Griechisch, Latein und Englisch. Nach dem Studienabschluss schrieb Thornton mehrere Bücher und erhielt eine Anstellung als Hochschullehrer.
Thornton schrieb zahlreiche Fachartikel für verschiedene Zeitungen und Zeitschriften (Los Angeles Times, Washington Times). Er ist verheiratet, lebt in Fresno und hat zwei Söhne.

## Werke
- Eros: The Myth of Ancient Greek Sexuality (Westview Press, 1997)
- Plagues of the Mind: The New Epidemic of False Knowledge (ISI Books, 1999)
- Greek Ways: How the Greeks Created Western Civilization (Encounter Books, 2000)
- Humanities Handbook (Prentice-Hall, 2000)
- Bonfire of the Humanities. Rescuing the Classics in an Impoverished Age, mit John Heath und Victor Davis Hanson (ISI Books, 2001)
- Searching for Joaquin: Myth, Murieta, and History in California (Encounter Books, 2003)
- Decline and Fall: Europe's Slow Motion Suicide (Encounter Books, 2008)